# 石田正澄
石田正澄（？—1600年10月24日），安土桃山時代的武將、大名。豐臣氏家臣。別名為重成、一氏。通稱木工頭。石田正繼之子、石田三成之兄。

## 生涯
石田正繼之長男，於織田信長家臣羽柴秀吉征伐中國時（天正5年前後），與弟弟石田三成共同仕於秀吉。
天正11年（1583年），擔任近江國高島郡的代官。名字也曾在河内國藏入地的代官中出現，並從秀吉處獲贈北近江15,000石知行。
天正12年（1584年）爆發小牧長久手之戰時，擔任近江長濱的奉行，負責監督町眾將鋤、鍬等工具送往尾張犬山。天正17年（1589年），擔任檢地奉行，負責美濃國的檢地任務。
文祿之役（1592年 - 1596年）時，擔任先行部隊往九州進發，並於名護屋城建築秀吉的茶室，戰役中並負責將軍事物資送往朝鮮半島，與三成、大谷吉繼、增田長盛等共同擔任奉行眾。
文祿2年（1593年）9月3日，敘任從五位下木工頭，獲賜豐臣姓。文祿3年（1594年）擔任堺的代官（堺政所/堺奉行）直到慶長4年。
文祿4年（1595年）秀次事件後，擔任受理訴訟職務，7月獲贈河内郡1萬石，合計25,000石。
慶長之役（1597年-1598年），擔任秀吉的奏者而留在伏見城，與木下吉隆共同留下多筆的書狀。期間與大村由己、藤原惺窩、豬苗代兼如、西笑承兌等知識人交流頻繁。
慶長3年（1598年）的醍醐花宴，擔任秀吉的側室、松丸殿身邊的侍從。
慶長5年（1600年）9月爆發關原之戰，與三成均為西軍，並與父親正繼共同守備佐和山城，並在愛知川沿岸設關，避免畿内西國的領主投效家康方，並進力說服各方勢力加入西軍。但關原之戰西軍戰敗後，小早川秀秋率軍進攻佐和山城，正澄於大手門守備，幾度擊退敵人，最後寡不敵眾而與父親、長男朝成一同自殺。